# Campeonato Mundial de Sóftbol Femenino de 1965
El Campeonato Mundial de Sóftbol Femenino de 1965 es el primer campeonato organizado por la Federación Internacional de Sóftbol, auspiciado por las federaciones de Australia, Japón, Canadá y Estados Unidos, en el que participaron cinco países incluyendo a Nueva Guinea. Fue realizado en Melbourne, Australia, en un estadio de cricket acondicionado para la ocasión. 
En esa ocasión, Australia venció en la final 1-0 a Estados Unidos, con carrera anotada por Elinor McKenzie por un hit a  la altura del séptimo episodio. Japón obtendría la medalla de bronce al vencer 3-2 a Nueva Zelanda.

## Tabla de posiciones
| Team           | JJ | JG | JP |
| -------------- | -- | -- | -- |
| Australia      | 10 | 9  | 1  |
| Estados Unidos | 11 | 8  | 3  |
| Japón          | 10 | 4  | 6  |
| Nueva Zelanda  | 8  | 3  | 5  |
| Nueva Guinea   | 8  | 0  | 8  |

| Estados Unidos    |
| Campeón Australia |
| Primer título     |